# Isidoro Pérez de Celís
Isidoro Pérez de Celís Sánchez M.I. (Potes, 29 de diciembre de 1753-Segovia, 20 de enero de 1827) fue un religioso español que ocupó el cargo de obispo de Segovia.
Huérfano a los once años, se trasladó a Madrid a recibir formación en los Reales Estudios de San Isidro. Ingresó en la Orden de Clérigos Regulares Ministros de los Enfermos, y en 1774 fue trasladado a su convento de la Buena Muerte de Lima (Perú). Ocupó varias cátedras en la Universidad de San Marcos, y en 1793 escribió la obra Filosofía de las costumbres, poema (Madrid, imprenta de Benito Cano). Regresó a España en 1801, y su orden lo designó árbitro y secretario general hasta 1807.
En 1814 fue nombrado obispo de Segovia, y con tal cargo el 2 de agosto de 1821 bendijo el Cementerio del Santo Ángel de la ciudad, celebrando misa en la iglesia del Salvador. Se mantuvo en el cargo hasta su muerte, acaecida en la ciudad el 20 de enero de 1827.
| Predecesor: José Sáenz de Santa María y Martínez de Tejada | Obispo de Segovia 1814-1827 | Sucesor: Bonifacio López Pulido |